# Eric Fischl
Eric Fischl (nascido em Nova Iorque, 9 de Março de 1948) é um pintor, escultor, litógrafo, desenhador e educador norte-americano. É um dos mais destacados pintores  da actualidade, sendo o seu estilo classificado como realista e neo-expressionista.

## Vida
Fischl nasceu em Nova Iorque, mas cresceu no subúrbio de Long Island. A sua família mudou-se para Phoenix, no Arizona, em 1967. A sua educação artística começou no Phoenix College, onde estudou durante dois anos, prosseguindo depois na Universidade do Estado do Arizona. Estudou depois no California Institute of the Arts, em Valencia, Califórnia, onde recebeu o bacharelato em Belas-Artes em 1972. Mudou-se em seguida para Chicago, onde trabalhou como guarda no Museu de Arte Contemporânea.
Foi viver para o Canadá, onde ensinou no Nova Scotia College of Art and Design, em Halifax, Nova Escócia, de 1974 a 1978. Foi aqui que conheceu a sua futura esposa, a também pintora norte-americana April Gornik. Em 1978, regressou a Nova Iorque. Por muitos anos, viveu e trabalhou nesta cidade, tendo o seu estúdio em Tribeca. Em 2000, foi viver com a esposa para Sag Harbor, Long Island.

## Obra
Fischl é considerado um "pintor dos subúrbios". A sua obra relaciona-se com a tradição realista norte-americana, mais recentemente com Edward Hopper, embora se afaste dela nos seus temas, como o Voyeurismo, que transparece em obras como Sleepwalker (1979), que representa um adolescente masturbando-se numa piscina, e Bad Boy (1981), em que um rapaz observa uma mulher nua numa pose provocadora na cama, enquanto disfarçadamente retira a sua carteira de uma bolsa.
Fischl colaborou com o Museu Haus Esters, em Krefeld, Alemanha, em 2002, que remodelou como um lar, contratando dois modelos para viverem aí por alguns dias como se fossem um casal. Em resultado deste projecto, tirou cerca de 2000 fotografias, que trabalhou digitalmente e usou como base para uma série de pinturas.